# Alec Fraser
Alec Fraser (1884 – 1956) foi um ator britânico da era do cinema mudo.

## Filmografia selecionada
- The Woman with the Fan (1921)
- The Woman of His Dream (1921)
- The Knave of Diamonds (1921)
- The Will (1921)
- A Gamble in Lives (1924)
- The Lure (1933)
- The Great Defender (1934)
- The Mystery of the Marie Celeste (1935)
- The Mutiny of the Elsinore (1937)